# 仰光国际学校
仰光国际学校（英語：International School Yangon，縮寫 ISY），位于缅甸仰光市巴漢鎮區Shwe Taungyar路20号，紧邻澳大利亚使馆俱乐部和马来西亚石油公司。仰光国际学校于1955年创立，属美式教育系统，并提供从幼儿园到高中的全部课程，其中高中提供国际文凭组织认证的IB教育，ISY是缅甸TOEFL和SAT考试中心。该校学生主要是由外交官子女及其他来自30多个国家的国际学生所组成的。